# إل بونيو
بلدية إل بونيو (بالإسبانية: El Bonillo) هي بلدية تقع في مقاطعة البسيط التابعة لمنطقة كاستيا لا مانتشا وسط إسبانيا.

## الديموغرافيا
بلغ عدد سكان بلدية إل بونيو 3.033 نسمة عام 2011 (وفقاً للمعهد الوطني الإسباني للإحصاء).
| 3.333 | 3.278 | 3.280 | 3.174 | 3.131 | 3.069 | 3.033 |

## أعلام
- خيسوس كاستيلانوس